# 時光代理人 -LINK CLICK-
『時光代理人 -LINK CLICK-』（じこうだいりにん リンククリック、簡体字: 时光代理人; 拼音: Shíguāng Dàilǐrén 直訳: タイムエージェント、英語: Link Click）は、澜映画（）制作による中国のアニメーション作品。李豪凌（）脚本・監督によるオリジナル作品である。
中国の動画共有サービス「bilibili」とその国際版「BiliBili」にて配信されているWebアニメ。英語圏など一部の国ではアメリカ合衆国の定額制動画配信サービス「Funimation」や「Crunchyroll」でも配信されている。
シーズン1は、2021年4月30日から7月9日にかけて配信。シーズン2は、2023年7月14日から9月22日にかけて配信された。また、2024年12月27日から2025年1月31日にかけて過去編「英都篇」が配信され、全六話で完結した。さらに、ミニキャラクターの短編作品が配信されており、特別編『逍遥散人的委托』（原題、英語: Troubles of Ordinary People）が2021年8月27日に、シーズン『时光照相馆的日常』（原題、直訳: 時光写真館の日常、英語: The Daily Life of Time Photo Studio）が2021年10月10日から2022年11月10日にかけて配信された。
日本では、日本語吹き替えにローカライズされた「日本版」が展開。約24分に調整されてテレビ放送され、ノーカットオリジナル版が各動画配信サービスにて配信。シーズン1は2022年1月9日から3月27日にかけて放送・配信。またその再放送が2023年10月16日から12月25日まで放送。シーズン2『時光代理人 -LINK CLICK-II』が2024年4月から放送されている。（#日本版を参照。）
2024年には実写の連続ドラマ化の公開も決定されている。1話25分の計24話で構成される。

## あらすじ
繁華街の一角に佇む写真館「時光写真館」。その写真館を経営するのは程小時（チョン・シャオシー/トキ）と陸光（ルー・グアン/ヒカル）という2人の男性青年。
この2人は写真を介して過去の時間の出来事を把握・干渉する能力を持ち、程小時は「写真の撮影者の意識にリンクし、写真の世界に入りその中で行動することができる能力」、陸光は「写真の撮影後12時間内の出来事を把握できる能力」を用い、互いの能力を利用して情報を互いに伝達・補完しあいながら調査に当たる。元々超能力を有した光に偶然程小時が出会ったことで自身の能力が開花、以降写真館を軸に、程小時の幼馴染・喬苓（）を通し、過去を引きずるクライアントからの依頼を解決していた。
程小時は、陸光の提示する「過去を問うな、未来を聞くな」という二つの条件と『絶対に過去の改変をしてはならない』というルールの元、依頼を成し遂げていくが、正義感が強い程小時はつい過去に干渉し、少しずつ未来を変えてしまう。
あくる日、大手ゲーム会社の財務データを入手してほしいという依頼を受け、その後もいくつかの依頼をこなしていった彼らであったが、知らぬ間に奇妙な事件に巻き込まれていく。

## 登場人物

### メインキャラクター

#### 程小時（チョン・シャオシー、簡体字中国語:程 小时、英語:Cheng Xiaoshi）
声 - 蘇尚卿（幼少期：蔡海婷） / 英語吹替：アレハンドロ・サーブ / 日本語吹替：豊永利行 /（幼少期：川上ひろみ）
主人公。日本版における愛称は「トキ」。
「時光写真館」の店主を務めている。特殊な依頼を請け負っている。
性格は正義感が強く直情的だが、衝動に駆られたことによってミッションに支障をきたすこともある。
現代人だけあり過去のことを知っており、そのことから最悪な過去を変えたいと思っているが事情を知らない当時の人々からはむしろ馬鹿にされることも多い。
写真を通し、写真の撮影者の過去の意識に憑依する能力を持つ。

#### 陸 光（ルー・グアン、簡体字中国語:陆 光、英語:Lu Guang）
声 - 楊天翔 / 英語吹替：ゼノ・ロビンソン / 日本語吹替：櫻井孝宏
日本版における愛称は「ヒカル」。
「時光写真館」を小時と共に経営している青年。
性格は冷静沈着であり、感情に左右されずに任務を成し遂げることを心掛けている。
写真を通し、写真撮影後十二時間以内の出来事を読み取る能力を持つ。

#### 喬 苓（チャオ・リン、簡体字中国語:乔 苓、英語:Qiao Ling）
声 - 李詩萌 / 英語吹替：スージー・ヤン / 日本語吹替：古賀葵
「時光写真館」の大家の娘の一人であり、小時の幼馴染みでもある。
性格は明るく活発であり、強い責任感を持つ。
クライアントより依頼窓口として2人の商売を手伝いつつ、家賃を徴収する。

#### 銭 進(チエン・ジン、簡体字中国語:钱进、英語:Qian Jin)
声-魏超/英語吹替:Aaron Campbell/日本語吹替:中村悠一
礼儀正しい身なりの整った、劉家の私設弁護士。かつては警察官で肖力と同期だった。様々な理由から警察官を止め、退職前に李天辰と李天希の兄妹を引き取った。連続殺人事件に関与しているようだ。

#### 李天辰(リー・ティエンチェン、英語:Li Tianchen)
声-锦鲤/英語吹替:Dee Meo/日本語吹替:村瀬歩
童顔の青年。幼い頃、父の家庭内暴力がきっかけで両親を亡くし、銭進に引き取られ妹の天希と2人で暮らしてきた。銭進と同様、連続殺人事件に関与しているようだ。

#### 李天希(リー・ティエンシー、英語:Li Tianxi)
声-橙璃/日本語吹替:村瀬歩
李天辰の双子の妹。先天性の知的障害により精神年齢が幼く、話すことができない。父親の家庭内暴力は彼女を今でも傷つけている。両親の死後、銭進に引き取られる。

#### 劉梟(リウ・シャオ、簡体字中国語:刘枭、英語:Liu Xiao)
声-赵路/英語吹替:Corey Wilder/日本語吹替:花江夏樹
劉家の次男である謎の青年。幼い頃、李天辰と出会い彼に助言した。英都に留学しており、連続殺人事件後に帰国した。

#### 夏斐(シア・フェイ、英語:Xia Fei)
声-金弦
英都で働く大学生。抜群のルックスを活かしたモデル活動で瞬く間にブレイクした。

#### Vein(ヴェイン)
声-刘照坤
英都華人商会のトップ。無数の事業と一つのエージェント企業を傘下に持ち、多くの情報と人脈を掌握している。一見優しい性格に見えるが、その本性は極めて残忍。

#### 王青(ワン・チン、英語:Wang Qing)
声-聂曦映
英都で活躍している精神科医の女性。非常に優秀であり、警察や著名人とも接点を持っている。5分で人の心を見抜くことができると噂されている。

### サブキャラクター
肖力（シャオ・リー）
声 - 図特哈蒙 英語吹替：グリストファー・サバット / 日本語吹替：阪口周平
刑事で豆豆（ドウドウ）の誘拐事件とエマの事件を追っている。
陣彬（チェン・ビン）
声 - 星潮 / 英語吹替：パワード・ワン / 日本語吹替：森田了介
肖力の部下で刑事。豆豆（ドウドウ）とエマの事件を追っている。
陳彬の妻
声-聂曦映/日本語吹替:折井あゆみ
陳彬の妻。二年前に婚姻届を出しているが、結婚式はまだ上げられていない。妊娠している。
王娟(ワン・ジュエン)
声-若谨/日本語吹替:木村香央里
肖力の部下の女性刑事。
程偉民(チョン・ウェイミン)
声-赵毅
程小時の父親。
邵媛媛(シャオ・ユアンユアン)
声-徐佳琦
程小時の母親。
EMMA(エマ)/吳麗華(ウー・リーホワ)
声 - 趙熠彤 / 英語吹替：Xanthe Huynh / 日本語吹替：小清水亜美
雀德遊戯（チュエダーゲーム）CFOのアシスタント女性。「EMMA」は仕事用のイングリッシュネーム。地方出身者で、親元を離れ都市で一人暮らしをしている。小時の過去改変により彼女の運命は大きく変わることになる。
劉旻(リウ・ミン)
声-孫路路/日本語吹替:河西健吾
雀徳遊戯の社長、劉晶の息子。連続殺人事件との関与が疑われている。
劉晶(リウ・ジン)
声-林强/日本語吹替:丸山壮史
雀徳遊戯の社長。銭進の雇い主で、劉旻と劉梟の父親。
小馬(シャオ・マー)
声-亚捷/日本語吹替:高口公介
銭進に付き従うチンピラの男。
劉蘭(リウ・ラン)
声-赵熠肜/日本語吹替:久嶋志帆
李天辰、李天希の母親。７年前、夫・李凡と相討ちして死亡したとされている。李天辰が持っているスマホは彼女のもの。
李凡(リー・ファン)
声-李楠/日本語吹替:樫井笙人
李天辰、李天希の父親。妻や息子、娘に暴力を振るっていた。７年前、妻と互いに相討ちとなり死亡したとされている。
陣楠(チェン・ナン)
声-橙璃/日本語吹替:行成とあ
銭進の妻の女性。「Lisa」という芸名で活躍していた舞台女優で、７年前に何者かによって殺害された。彼女自身も知らないことだったが、殺害された時、彼女は妊娠していた。
庄帥(ジュアン・シュワイ)
声-吕思衡/日本語吹替:興津和幸
陣楠と共演していた舞台俳優の男性。陣楠殺害の犯人だとされたが、証拠不十分で不起訴となり、その後強盗殺人の罪を認めた遺書を書き自殺しているのを発見された。
小鄧(シャオ・ドン)
声-亚捷/日本語吹替:北田理道
李天辰、李天希のかつての隣人。ある理由から天気辰に恨まれている。

### 第一期ゲストキャラクター
夏(ナツ)(中国版では名前は予夏）
声 - 銭珍　/ 英語吹替 : モーガン・ギャレット / 日本語吹替：生天目仁美
第二話の依頼人。人気ラーメン店『林夏麺館』の女社長。学生時代の親友であり経営パートナーでもある林貞（リン・ジェン）が退職を申し出たことから、店を守るため、林貞のみが知る看板メニューのレシピ入手を依頼する。
陳瀟（チェン・シャオ）
声 - 歪歪　/ 英語吹替 :  / 日本語吹替：寺島惇太
第三～五話の依頼人である建築家の男性。高校時代に戻って、友人、恋していた女性、母親に、当時伝えられなかった言葉を伝えてほしいと依頼してくる。
劉思文（ルウ・スーウェン）
声 - 孫路路 / 英語吹替 : ? 日本語吹替：室元気/石丸博也(老年)
第六話（中国版では５.５話）の依頼人。内気な少年で欧陽（オウヤン）の恋人である。欧陽に結婚を申し込み、武術の達人である彼女の父に結婚の許しをもらいに行くも彼女の父の秘技を見切れずに敗退し、結婚の許可を得られなかった。このため、この秘技の攻略を依頼する。
李亮（リー・リャン）
声 - 張赫 / 英語吹替 : ?日本語吹替：飛田展男
第七、八話の依頼人。妻と共にミルクティー店を営む。忙しさのあまりに目を離したすきにまだ幼い息子の豆豆（ドウドウ）が行方不明に。三年間、息子を探し続けるなか噂を聞きつけて写真館に捜索を依頼する。
徐姗姗（シュー・シャンシャン）
声 - 趙爽 / 英語吹替 : ケイトリン・グラス / 日本語吹替 : Lynn
第九話の依頼人。トキとヒカルとリンの大学時代の友人。一緒に大学生活を送った董易（ドン・イー）に思いを寄せているが、泥酔時に董易から告げられた言葉の内容を思い出せず、これを確認したいと依頼する。
林貞（リン・ジェン）
声 - 聶曦映 / 英語吹替 : ジャド・サクストン / 日本語吹替 : 豊口めぐみ
夏の学生時代の親友。看板メニューのレシピを夏に教えないまま店を去っていく。
陸鴻斌（ルー・ホンビン）
声 - 關帥 /日本語吹替：増元拓也
陳瀟（チェン・シャオ）が高校時代に所属していたバスケ部のキャプテン。中国の学校には日本的な部活動はなく、実際には同好会的なバスケ愛好者の集まり。活動場所にしていた廃工場の体育館が校舎拡大のために取り壊されそうになり、次の試合で好成績を残すことを条件に体育館の保全（ひいてはバスケ部の活動継続）を学校と掛け合っている。
劉萌（リウ・モン）
声 - 趙爽 / 英語吹替 : ? /日本語吹替 : 陶山恵実里
陸鴻斌の妹。同父同母の妹だが、両親が離婚している関係で兄とは姓が違う。父親を頼って都市部へ進学しようと考えている。
陳瀟（チェン・シャオ）の母
声 - 陳薪羽 /日本語吹替 : 富沢美智恵
名は美娟。夫である陳瀟の父（声 - 阿杰 /日本語吹替 : 金光宣明）が新聞記者という仕事柄不在がちなので、ほぼ女手一つで陳瀟を育てている。
欧陽（オウヤン）
声 - 趙熠彤 /日本語吹替 : 杉山里穂/小夏ゆみこ(老年)
劉思文（ルウ・スーウェン）の恋人。武術家である欧陽家の一人娘で、本人も武術の使い手である。欧陽は姓であり本人の名は不明。
欧陽の父
声 - 孔博睿 /日本語吹替 : 千葉繁
娘の婿となる条件として自分に勝つことを課している、劉思文と欧陽の結婚における最難関。第二期で欧陽不敗（オウヤン・ブーバイ）というフルネームが明らかになった。
豆豆（ドウドウ）
声 - 仔仔 /日本語吹替 : 望田ひまり
李亮（リー･リャン）夫妻の息子。3年前、両親が開店させたばかりのミルクティー店の前で遊んでいたはずが、長蛇の列の客たちがだれ一人気付かないまま行方不明に。
李亮（リー･リャン）の妻
声 - 張馨予 /日本語吹替 : 本名陽子
豆豆（ドウドウ）が行方不明になったショックで幼児退行を起こしてしまい、現在は誘拐当時の豆豆（ドウドウ）のような言動しかできないため、李亮（リー･リャン）が全ての世話をしている。
董易（ドン・イー）
声 - 金弦 /日本語吹替 : 新垣樽助
程小時、陸光、喬苓の大学時代の友人。

## 制作スタッフ
韓国や日本など外国のクリエイターも一部関わっており、韓国の人気イラストレーター・INPLICKがキャラクターデザイン原案を務めている。日本からも、丹治匠と朝見知弥が中国の朱立朴（）と共に美術監督を、山条裕香が撮影監督を、のぼりはるこが色彩設計を、天門とyuma yamaguchi、av4lnが音楽をそれぞれ担当している。
- 脚本・監督 - 李豪凌（リー・ハオリン）[5]
- キャラクターデザイン原案 - INPLICK[5]
- キャラクターデザイン - LAN[5]、黄思萌（ホワン・スーモン）[5]、熊丹（ション・ダン）[5]
- 総演出・総作画監督 - LAN[5]
- 美術監督 - 丹治匠[5]、朝見知弥[5]、朱立朴（ジュー・リープー）
- 撮影監督 - 山条裕香[5]
- エグゼクティブ・ディレクター - 張予夏（チャン・ユーシア）
- 色彩設計 - のぼりはるこ
- 音楽 - 天門[5]、yuma yamaguchi[5]、av4ln[5]
- アニメーション制作 - 瀾映画（澜映画、英語: Studio Lan）[5]
- アニメーション制作協力 - 絵梦株式会社（东京绘梦名義）[13]、株式会社緋和（色彩設計・上色設計）[13]
- 英語翻訳・英語字幕 - 昼夜兼行翻译工作室

## 各話リスト
| 話数                              | サブタイトル （オリジナルサブタイトル）     | 脚本   | 絵コンテ           | 演出               | 作画監督                                                    | 総作画監督 | 日本版の初放送日 |
| --------------------------------- | ------------------------------------------- | ------ | ------------------ | ------------------ | ----------------------------------------------------------- | ---------- | ---------------- |
| 第1話                             | エマ （EMMA）                               | 李豪凌 | 張予夏 朱林正      | LAN                | 王杰鋒 熊丹                                                 | LAN        | 2022年 1月9日    |
| 第2話                             | 秘伝のレシピ （秘方）                       | 李豪凌 | 張予夏 朱林正      | 段冠嵩 張海川 于泳 | -                                                           | 張欣欣     | 1月16日          |
| 第3話                             | 必ず負けろ、決して勝つな （只许输，不准赢） | 李豪凌 | 邵宇               | LAN                | 黄思萌 王杰鋒 熊丹 LAN                                      | LAN        | 1月23日          |
| 第4話                             | 告白 （告白）                               | 李豪凌 | 邵宇 張予夏 朱林正 | LAN                | 王杰鋒 LAN                                                  | LAN        | 1月30日          |
| 第5話                             | 告別 （告別）                               | 李豪凌 | 一風塵             | LAN                | 蔡聖安 黄思萌 王杰鋒 熊丹 LAN                               | LAN        | 2月6日           |
| 第5.5話 （日本版においては第6話） | 番外編「手合わせ」 （番外篇 比武招亲）      | 李豪凌 | 陳绍宇             | LAN                | LAN 王杰鋒 熊丹                                             | LAN        | 2月13日          |
| 第6話 （日本版においては第7話）   | 消えた息子 （寻子）                         | 李豪凌 | 陳绍宇             | LAN                | 蔡聖安 王杰鋒 熊丹                                          | LAN        | 2月20日          |
| 第7話 （日本版においては第8話）   | 信念 （梅姨）                               | 李豪凌 | 一風塵             | LAN                | 蔡聖安 黄思萌 陸桂云 欧陽文雪 王杰鋒 熊丹 LAN               | LAN        | 2月27日          |
| 第8話 （日本版においては第9話）   | 逃したシグナル （错失的讯号）               | 李豪凌 | 陳绍宇             | LAN                | -                                                           | LAN        | 3月6日           |
| 第9話 （日本版においては第10話）  | 善意の代償 （善意的恶果）                   | 李豪凌 | 一風塵             | LAN                | 張寧                                                        | LAN        | 3月13日          |
| 第10話 （日本版においては第11話） | 罠 （圈套）                                 | 李豪凌 | 陳绍宇             | LAN                | 蔡聖安 黄思萌 陸桂云 欧陽文雪 王杰鋒 熊丹 趙青云 周志杰 LAN | LAN        | 3月20日          |
| 第11話 （日本版においては第12話） | 光をくれる人 （带着光的人）                 | 李豪凌 | 一風塵             | LAN                | 蔡聖安 黄思萌 欧陽文雪 王杰鋒 熊丹 LAN                      | LAN        | 3月27日          |

## 主題歌

### 第一期
オープニングテーマ『DIVE BACK IN TIME』
作詞・作曲・ボーカル-鱼麦扣（白鲨JAWS）
編曲-白鲨JAWS
エンディングテーマ『OverThink』
作詞・作曲・編曲・ボーカル-饭卡

### 第二期
オープニングテーマ『VORTEX』
作詞・作曲・ボーカル-鱼麦扣（白鲨JAWS）
編曲-白鲨JAWS、WILLIM缪维霖
エンディングテーマ『THE TIDES』
作詞・作曲・ボーカル-饭卡、鱼麦扣（白鲨JAWS）
編曲-饭卡、白鲨JAWS、WILLIM缪维霖

### 英都篇
オープニングテーマ『the eye』
作詞・作曲-鱼麦扣(白鲨JAWS)
編曲-白鲨JAWS
エンディングテーマ『Lull』
作詞・作曲・編曲-圣原亚玛
ボーカル-AK刘彰

## 評価
本国では2021年4月30日より配信されると、配信開始からわずか4か月で再生回数1.6億回を突破。英語圏のアニメ・漫画専門データベースサービス「MyAnimeList」では、中国のアニメーション作品で最高位を記録した。2021年、第18回中国アニメ・マンガ金龍賞（華語アニメ・マンガアカデミー賞）にて、最優秀シリーズアニメーション賞の銀賞を受賞。また、最優秀アニメーションアフレコ賞を受賞。2022年、第19回中国アニメ・マンガ金龍賞にて、金龍賞×bilibili共同賞の海外影響力賞を受賞。

## 日本版

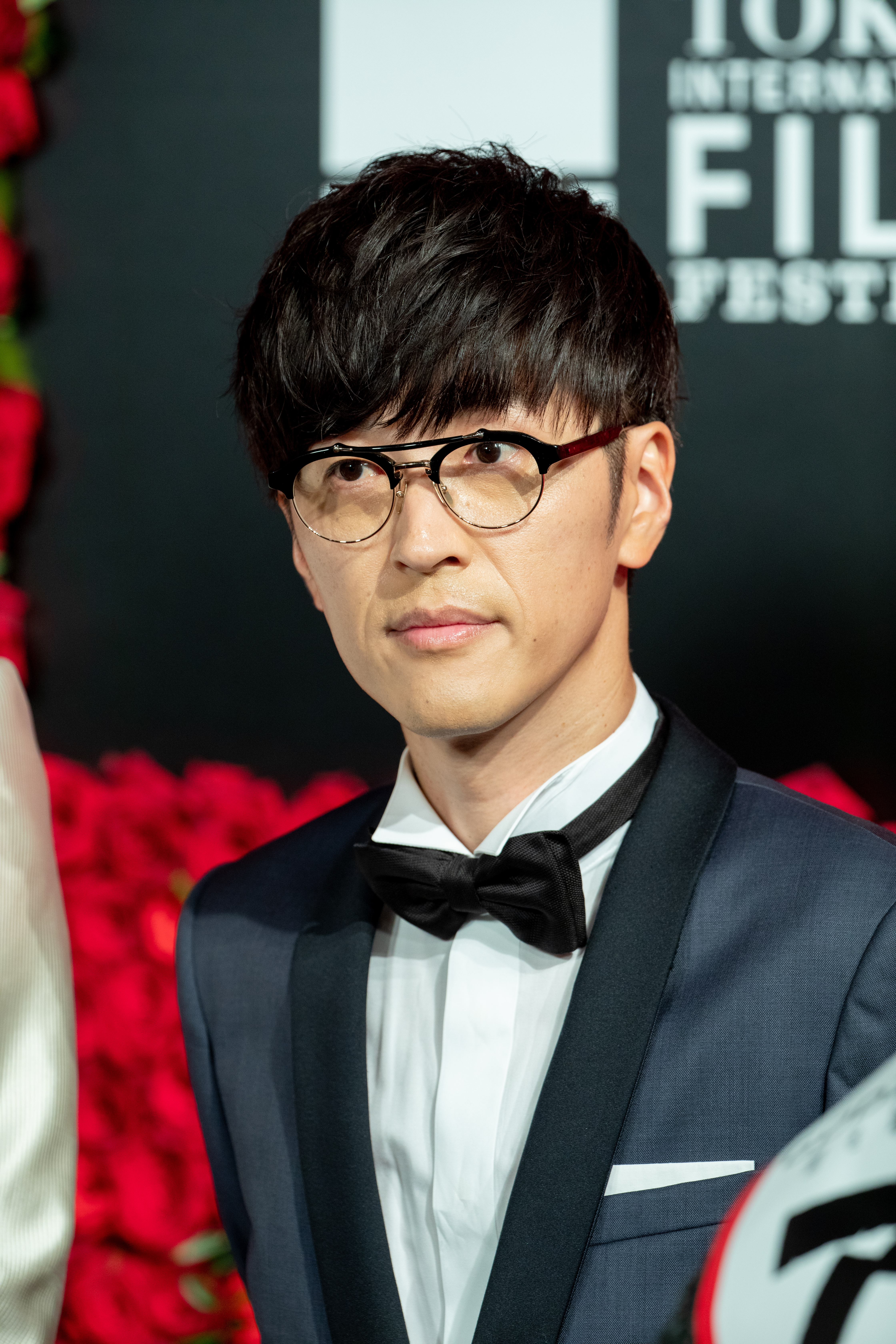
陸光の日本語吹き替えを演じた櫻井孝宏

日本では、ソニー・ミュージックエンタテインメント傘下のソニー・ミュージックソリューションズおよびアニプレックスのローカライズによる日本語吹き替えの「日本版」が展開。Webアニメである原語版とは異なり、地上波などにて放送されるテレビアニメとなっている。テレビ放送では尺の都合により一部をカットしたり冒頭に解説を入れることで約24分に調整されており、ノーカットオリジナル版が各動画配信サービスにて順次配信された。いずれも日本語吹き替えのみであり、日本語字幕は提供されていない。Blu-ray・DVDにおいては日本版の内容をそのままに標準中国語のオリジナル音声が同時収録されたが、字幕は収録されていない。
シーズン1はTOKYO MXほかにて2022年1月9日から3月27日にかけて放送・配信。またその再放送がフジテレビの新設の放送枠「B8station」にて2023年10月16日（15日深夜）から12月25日（24日深夜）まで放送。シーズン2『時光代理人 -LINK CLICK-II』は2024年4月から放送・配信されている。

### スタッフ
- 日本版製作 - 株式会社ソニー・ミュージック
ソリューションズ[5]、株式会社アニプレックス[5]

### 日本版主題歌
シーズン1
オープニングテーマ
- 『Dive Back In Time』
  - 原曲 - 白鲨JAWS
  - 編曲 - Carlos K.
  - ボーカル（カバー） - Gen Kakon

エンディングテーマ
- 『OverThink』
  - 原曲 - 饭卡
  - 作詞（日本語訳） - Shinnosuke（ROOKiEZ is PUNK'D、SINOBROWN）、EAERAN
  - 編曲 - Carlos K.
  - ボーカル（カバー） - EAERAN

### 放送局
| 放送期間               | 放送時間           | 放送局   | 対象地域 | 備考   |
| ---------------------- | ------------------ | -------- | -------- | ------ |
| 2022年1月9日 - 3月27日 | 日曜 21:30 - 22:00 | TOKYO MX | 東京都   |        |
|                        | 日曜 22:30 - 23:00 | BS11     | 日本全域 | BS放送 |

### 動画配信サービス
| 配信開始日    | 配信時間                | 配信サイト |
| ------------- | ----------------------- | --- |
| 2022年1月9日  | 日曜 22:30 - 23:00 更新 | Amazon Prime Video ABEMA （放送版） |
| 2022年1月12日 | 水曜 12:00 - 12:30 更新 | ABEMA （ノーカットオリジナル版） dアニメストア （本店・ニコニコ支店・for Prime Video） バンダイチャンネル Hulu U-NEXT アニメ放題 FOD GYAO! ニコニコ生放送 ニコニコチャンネル TELASA J:COMオンデマンド auスマートパスプレミアム milplus ひかりTV Video Market music.jp DMM.com TSUTAYA TV HAPPY動画 GYAOストア |

### Blu-ray・DVD
| 巻数  | 収録話（原語版における話数）      | 完全生産限定版特典の特典映像                                                                            | 発売日         |
| ----- | --------------------------------- | --- | -------------- |
| 第1巻 | 第1話 - 第4話                     | - ノンクレジットオープニング・エンディング映像 - オープニングアイキャッチ - TV版冒頭映像 - 各話予告映像 | 2022年 3月30日 |
| 第2巻 | 第5話 - 第8話（第7話）            | - オープニング、メイキング映像 - PV・CM集 - 各話予告映像                                                | 4月27日        |
| 第3巻 | 第9話（第8話） - 第12話（第11話） | - 中国語版オープニング・エンディング映像 - クライマックスPV - 各話予告映像                              | 5月25日        |

### スタッフクレジット問題
瀾映画は2022年3月16日、Twitter（現：X）にて、日本版においてスタッフのクレジットがカットされていると指摘。原語版のクレジットを順次投稿し補完が行われた。